# SHOGO (歌手)
SHOGO（ショーゴ、本名：木下 将吾（きのした しょうご）、1980年3月24日 - ）は、日本のミュージシャン、歌手である。175Rのボーカリスト。福岡県北九州市小倉北区出身。豊国学園高等学校卒業。2009年175Rとして北九州市の観光大使にも任命された。
元妻は元SPEEDで参議院議員の今井絵理子。2004年6月に結婚。同年10月に長男・今井礼夢が誕生したものの2007年9月24日に離婚を発表。
2010年9月に175Rの活動休止を発表。12月30日に幕張メッセにて行われたCOUNTDOWN JAPAN 10/11の出演を最後に活動休止をした。
2014年1月 玉置浩二と共作した1st SOLO Single「太陽」でソロデビュー。
2014年の春に石井あみと再婚。
2016年12月幕張メッセにて行われた骸骨祭り に出演し、175Rとしての活動を6年ぶりに再開。現妻との間に子供（娘）は2人いる。
堀江貴文がオーナーの球団福岡北九州フェニックスのテーマソングを担当することが発表された。

## 概要
- 過去には、SHOGO本人役としてのドラマ出演や、探偵R571役として林海象監督の映画「探偵事務所5」にも出演。
- またニッポン放送にてオールナイトニッポン、SPACE SHOWER TVにて「BREAKTOWN MUSIC」という番組の司会も務めていた。
- 尾崎豊やJUN SKY WALKER(S)などの影響も受けてきたとされる。
- 2005年より、作詞・作曲のクレジット名は「shogo. k」を使用している。
- 2006年3月には初のソロ名義で「AM（ありがとう みんな）1242」をリリース。
- 他にも小久保淳平とのアコギユニット「THE無法松」、西川貴教、土屋礼央、グローバー義和とのユニット「しぐれに」、元JUDY AND MARYのTAKUYAとのユニットMIND THE GAPなど、活動範囲も幅広い。
- 自身がレーベルプロデューサーを務めるBUG ROCK RECORDSでは、ジェット機、ニューロティカなどをプロデュース。
- 2007年12月30日には爆風スランプの1日限定の復活ライブにて175Rがオープニング・アクトを務めた際、MCで爆風スランプのファンクラブ、「骨まで愛して」の会員だったことを明かして観客を驚かせた。
- 2008年、KICK THE CAN CREWのLITTLEのソロアルバム「"Yes"rhyme-dentity」において、HOME MADE家族のMICRO、トリカブトのSMALLESTと共に平均身長155.5cmのスペシャル限定ユニット「SHORTYS」（ショーティーズ）として参加。
- また、親交のある漫画家山田貴敏による漫画作品『Dr.コトー診療所』（ドクターコトーしんりょうじょ）では本名で患者役として描かれた事もある。
- 175Rの活動休止後、約1年イギリスへ留学。帰国後にミュージシャン仲間を集めSHOGO and His Friendsとして音楽活動を再開。
- 2012年2月に元JUDY AND MARYのTAKUYAとのユニットMIND THE GAPとして配信Single「理-kotowari-」をリリース。
- 同年12月 布袋寅泰のシングル「Don't Give Up!」にコーラスとして参加。
- 2013年2月東京芸術劇場プレイハウスにおいて舞台「＋GOLD FISH」に出演が決まったと個人のオフィシャルサイトで発表された。
- 2014年1月 玉置浩二と共作した1st SOLO Single「太陽」でソロデビュー。
- 2018年、家族とともにフィリピンのセブ島へ移住。セブ島に初の日本人街「NEOTOKYO（ネオトーキョー）」をオープン。
- 全国のライブハウスにある「内田有紀」のサインはSHOGOが書いたものである[2]。

## 来歴
- 1998年10月、ロックバンド175R結成。インディーズで活動。絶大な人気を誇る。
- 2002年10月、自身がパーソナリティをつとめるニッポン放送系『175Rのallnightnippon-r』がスタート。当時は火曜27:00-28:30。
- 2003年
  - 1月16日、シングル『ハッピーライフ』でメジャーデビュー。
  - 9月10日、自身が プロデューサーを務める  レーベル「BUG ROCK RECORDS」を設立。ジェット機で1st albumをリリース。
  - 11月『SHOGO（175R）のオールナイトニッポン・フライデースペシャル』として、金曜22:00-24:00を担当。
  - 12月31日、第54回NHK紅白歌合戦に初出場。
  - 2004年 4月『SHOGOのオールナイトニッポン』として、土曜25:00-27:00を担当。
- 2006年3月、ラジオのリスナーに感謝の気持ちを歌ったシングル「AM (ありがとう みんな)1242」をソロ名義でリリース。
- イギリスから帰国後の2014年1月 玉置浩二と共作した1st SOLO Single「太陽」で正式にソロデビュー。
- 2023年4月15日、セブ島マンダウエに日本食レストラン「松之家」を経営しているオーナー松田智臣と共にプロデュースした、セブ島初の日本人街「NEOTOKYO（ネオトーキョー）」をオープンさせた[3]。

## ディスコグラフィ
175RのリリースCDは (175R) を参照のこと。

### シングル
- AM（ありがとう みんな）1242（2006年3月31日）
- 太陽（2014年1月29日）

### デジタルシングル
- 道標（2016年2月10日）

SIAM SHADEの栄喜との共作。
SAXでチェッカーズの藤井尚之が参加。
- 東京のぺいん（2017年11月29日）
- ソウサイノチチル（2017年11月29日）

### アルバム
- 大きな愛の木の下で（2014年6月4日）

### その他の参加作品
- 森雪之丞トリビュートアルバム『Words of 雪之丞』に「愛をちょうだい」で参加。
- mihimaru GTのアルバム『mihimagic』にfeatで参加。
- LITTLEのアルバム『“YES” rhyme-dentity』に「Gradation feat. MICRO, SMALLEST, SHOGO」で参加。
- Golden Circle of Friendsのコンピレーション・アルバム『Golden Circle』に「すべての若き野郎ども」で参加。

### 楽曲提供
- 作詞・作曲
  - ジェット機 - 青すぎる空の下で（FIRST JET収録）
  - MCU - B.A.M.O.R.A.（A Peacetime MCU収録）
  - 高橋瞳 - PRIDE（JET BOY JET GIRL収録）
  - MADHAND - Carnival（BIRTHDAY収録）
- 作曲
  - 高橋瞳 - *** DRIVE（コ・モ・レ・ビ収録）
  - misono - 砂と城のマーメイド 〜陸と海の世界〜（never+land収録）
- 元妻である今井絵理子のアルバム「うたごえ」へ数曲を提供。

## 出演番組

### ラジオ （MC）
- MUSIC FREAKS（FM802 日曜日（隔週）、2002年10月-2003年9月）
- SHOGOのallnightnippon-r（2002年10月1日-2003年9月23日）
- SHOGOのオールナイトニッポンフライデー（2003年11月7日-2004年3月26日）
- SHOGOのオールナイトニッポン（2004年4月3日-2006年4月1日、土曜25:00-27:00）
- 175R SHOGOの青春馬鹿野郎!!（CROSS FM、2009年8月7日-2010年3月26日）
- キンライサー presents GO!GO!5ジ! SHOGO（CROSS FM、2021年4月3日-2022年3月26日）

### テレビ （ソロ出演）
- BREAKTOWN MUSIC（スペースシャワーTV、司会）

- 森田一義アワー 笑っていいとも!（2009年10月6日 フジテレビ）
- やりすぎコージー（2011年1月26日 テレビ東京）
- ナカイの窓（2014年9月3日 日本テレビ）
- ニンゲン観察バラエティ モニタリング（2021年10月28日、2022年10月6日 TBS）
- 踊る!さんま御殿!!（2022年9月20日 日本テレビ）

TBS）
- 私のバカせまい史（2023年6月8日 フジテレビ）
- 有吉ゼミ（2024年11月11日 日本テレビ）

### ドラマ
- 1242kHz こちらニッポン放送（2005年、第三話、フジテレビ）

### 映画
- 『探偵事務所5』（2005年、R571役）
- 『風邪』（2014年）

### 舞台
- 『+GOLD FISH』（2013年2月、東京芸術劇場プレイハウス）    ヴィクトール役
- 『ベニバラ兎団Vol.14 パライソの海ー小さな花の夜露に映る月ー』（2013年7月、青山円形劇場）    鬼池忠治役
- 『まほろばかなた- 長州志士の目指した場所 -』（2014年4月、天王洲 銀河劇場）    伊藤博文役
- 『4BLOCKS』（2015年4月、池袋サンシャイン劇場）    チャーリー役
- 『ソウサイノチチル』（2016年1月、下北沢GEKI地下リバティ）    高橋役
- 『ソウサイノチチル』（2016年4月、愛知県芸術劇場 小ホール）    高橋役
- DisGOONie presents vol.3 『Sin of Sleeping Snow』（2016年6月、Zeppブルーシアター六本木）徳川家康役
- 『東京のぺいん』（2016年12月、新宿村LIVE）    ヘイヘイ役
- 『ソウサイノチチル』（2017年4月、新宿村LIVE）    高橋役
- 『From Three Sons of Mama Fratelli』（2017年6月、Zeppブルーシアター六本木木 7月、大阪梅田芸術劇場シアター ドラマシティ） 下記二作出演
- 「GOOD-BYE-JOURNEY」パサド役
- 「枯れるやまぁ のたりのたりとまほろばよ あぁ 悲しかろ あぁ 咲かしたろ」徳川家康役
- 『東京のぺいん-over work-』（2017年12月、CBGKシブゲキ!!）    宇民薫役
- 『カナリアイロニカル』（2018年4月、テアトルBONBON）    黒須ジョウジ役
- 『ソウサイノチチル』（2023年3月、赤坂π TOKYO）    高橋役
- 『東京のぺいん-Broken dream-』（2023年12月、赤坂レッドシアター）    ヘイヘイ役

## 交友関係
交友関係は幅広く西川貴教率いる西川会ではUVERworldのTAKUYA∞と共に会の中心として活躍している。哀川翔とは仲がよく、『笑っていいとも』で友達として紹介された。他にGLAY、和田アキ子、ONE OK ROCK、谷村新司、MCU、HOME MADE 家族のMICRO、RAG FAIRの土屋礼央、ORANGE RANGE、mihimaru GT、exJUDY AND MARYのTAKUYA、俳優の山崎裕太、お笑い界では、久本雅美、安田大サーカスのHIROなど。スポーツ界では北島康介、稲本潤一、大山加奈など。また、離婚後も今井絵理子とは交友が続いており、楽曲提供や互いのライブに行くなどマスコミ報道とは裏腹に非常に仲が良いとのこと。
現在、今井絵理子との長男が所属するプロレス団体ヒートアップ道場の活動に賛同し、二人で団体ホームページにコメントを寄せている。ガーシーにドバイまで会いに行きドライブをする。